# Kingpin – Die größten Verbrecherbosse
Kingpin – Die größten Verbrecherbosse ist eine 4-teilige Doku-Dramareihe über die berüchtigtsten Bosse in der Geschichte des organisierten Verbrechens.

## Handlung
Die Dokureihe behandelt mit hochwertigen Spielszenen, Archivbildern und Interviews die kriminellen Machenschaften der Unterweltgrößen James „Whitey“ Bulger, El Chapo, John Gotti und Pablo Escobar.
| „Whitey“ Bulger | „El Chapo“ Guzmán | John „Teflon-Don“ Gotti | Pablo Escobar |
| --------------- | ----------------- | ----------------------- | ------------- |
|                 |                   |                         |               |

## Episodenliste
| Nr. | Deutscher Titel | Originaltitel | Zusammenfassung | Erstausstrahlung USA | Deutschsprachige Erstausstrahlung (D/A/CH) |
| --- | --------------- | ------------- | --- | -------------------- | ------------------------------------------ |
| 1   | Whitey Bulger   | Whitey Bulger | über den irisch-amerikanischen Gangsterboss James „Whitey“ Bulger; Anführer der Winter Hill Gang aus Boston                                           | 11. März 2018        | 14. Juli 2018                              |
| 2   | John Gotti      | John Gotti    | der italienisch-amerikanische Mobster namens John Gotti; einstiges Oberhaupt der Gambino-Familie aus New York City von der amerikanischen Cosa Nostra | 25. März 2018        | 21. Juli 2018                              |
| 3   | El Chapo        | El Chapo      | behandelt die Machenschaften des mexikanischen Drogenbosses El Chapo; einstiger Kopf des Sinaloa-Kartells                                             | 18. März 2018        | 28. Juli 2018                              |
| 4   | Pablo Escobar   | Pablo Escobar | der Aufstieg und Fall des kolumbianischen Drogenbosses Pablo Escobar; Anführer des Medellín-Kartells                                                  | 1. Apr. 2018         | 4. Aug. 2018                               |